# Guayama
Guayama, offiziell Autonomous Municipality of Guayama (spanisch Municipio Autónomo de Guayama), ist eine Stadt in Puerto Rico mit 45.632 Einwohnern. Sie bildet das Zentrum der gleichnamigen Metropolregion, welche laut dem US-Zensus 2010 84.214 Einwohner hatte.

## Geschichte
Während der frühen Phase der spanischen Kolonialisierung war die Region, in der sich heute die Stadt befindet, von Taíno-Indianern besiedelt. Durch Sklaverei sahen sich diese jedoch gezwungen, auf die Kleinen Antillen umzusiedeln. Die folgenden Jahrzehnte waren geprägt von den Attacken durch Taino-Rebellen, Kariben und Piraten. Die Stadt wurde schließlich am 29. Januar 1736 als San Antonio de Padua de Guayama vom spanischen Gouverneur Matías de Abadía gegründet. Gleichwohl gibt es Hinweise, dass dort bereits 1567 Eingeborene eine feste Siedlung unterhielten. Der Name Guayama geht auf einen Häuptling zurück, der die südöstliche Region der Karibikinsel beherrschte. Der Name bedeutet in der Sprache der Ureinwohner so viel wie „Großer Platz“ oder „Großes Grundstück“ (spanisch: „Sitio Grande“). Unter Gouverneur Don Tomás de Abadía wurde die Siedlung dann zum „Pueblo“ erhoben und die Kirche des Ortes, San Antonio de Padua, zur Pfarrei erklärt.
Bereits 1776 hatte Guayama über 200 Häuser, eine Kirche sowie einen zentralen Platz bei einer Einwohnerzahl von etwa 5.000 Personen. Die Bau der Pfarreikirche begann 1827 und dauerte 40 Jahre. Im Jahre 1828 zerstörte ein Großbrand 57 Häuser der Stadt. Mit der Zeit wurden einige der größeren Stadtteile ausgegliedert. Patillas wurde 1811 eigenständig. Im Jahre 1831 bestand Guayama aus folgenden Stadtteilen: Algarrobos, Ancones, Arroyo, Carreras, Guayama Pueblo, Guamaní, Jobos, Machete und Yaurel. Arroyo wurde im Jahr 1855 schließlich in einen West- und einen Ostteil unterteilt.
Die Stadt entwickelte sich weiter. 1844 wurde ein Friedhof errichtet, ein Schlachthaus und ein Fleischmarkt folgten 1851. Ein zweistöckiges Holztheater wurde 1878 fertiggestellt. Zu dieser Zeit gab es vierzehn Zuckerplantagen, deren Mühlen mit Dampf betrieben wurden, und drei weitere mit Ochsen. Zudem wurde in der Stadt eine Bleimine der Firma „La Estrella“ betrieben und es wurde auch das Mineral Galenit abgebaut. 1881 wurde Guayama zur „Villa“ erhoben.

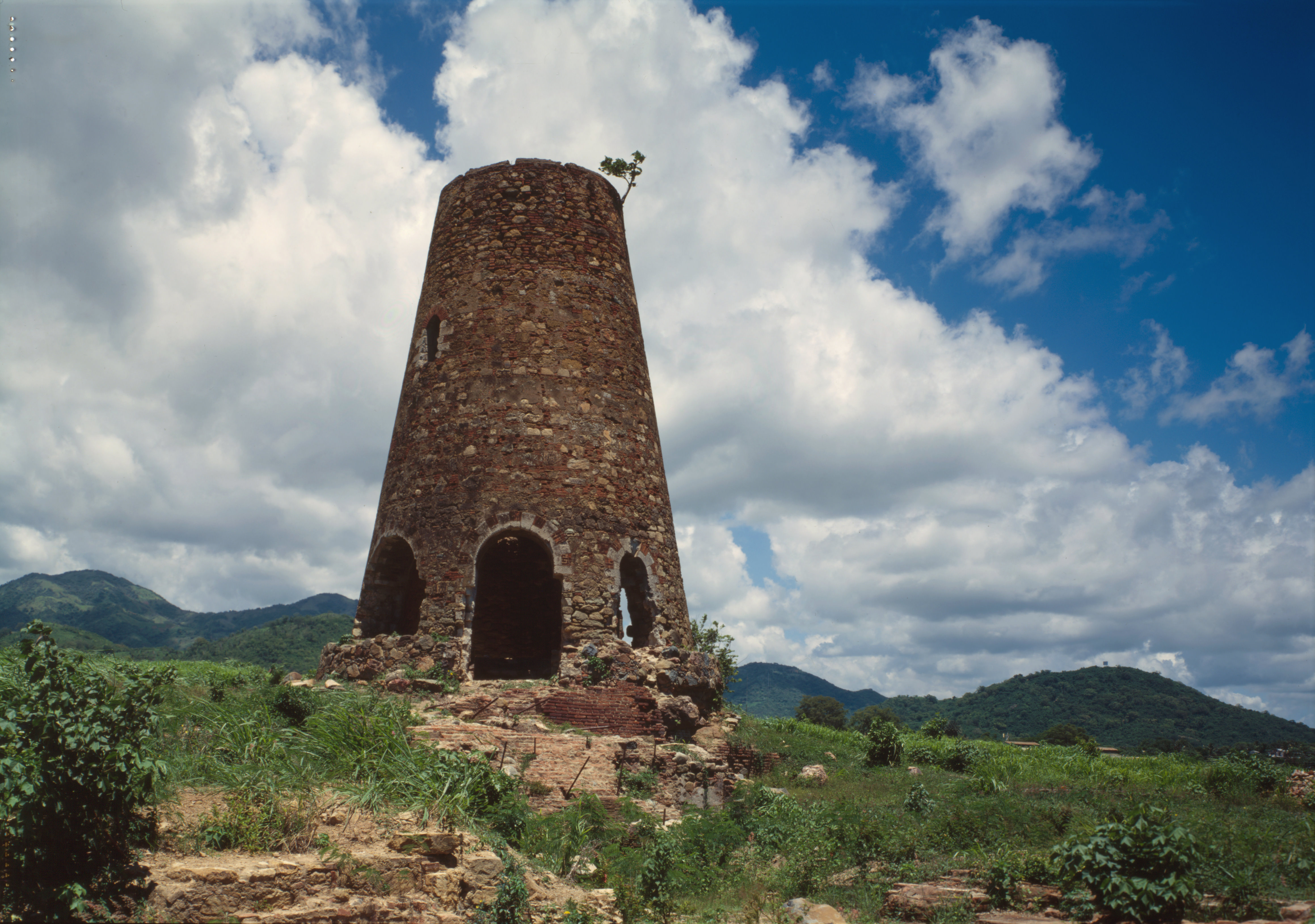
Hacienda Azucarera Vives, Barrio Machete

Während des Spanisch-Amerikanischen Krieges landeten am 25. Juli 1898 amerikanische Truppen unter Führung von General Nelson A. Miles in Guánica nahe Ponce, was das Kriegsministerium der Spanier als auch das der Amerikaner gleichsam verwunderte, da Miles den Auftrag hatte, nahe San Juan zu landen. Die Amerikaner erfuhren vom stattdessen gewählten Landepunkt erst durch eine Pressemitteilung. Miles entschied sich anders, da er der Auffassung war, dass eine Landung in San Juan anfällig für Attacken von kleinen Booten wäre, und änderte daraufhin auf dem Weg nach Puerto Rico seine Pläne. Ponce, damals angeblich die größte Stadt Puerto Ricos, war seinerzeit durch eine Militärstraße mit San Juan verbunden, die von den Spaniern gut verteidigt wurde. Um diese Position zu flankieren, landete der amerikanische General John R. Brooke in Arroyo etwas nördlich von Guayama, um von dort aus ins nordwestlich von Guayama gelegene Cayey zu gelangen. Brooke und seinen Truppen gelang es am 5. August 1898 schließlich nach leichter Gegenwehr, Guayama zu erobern.
Nach Ende des Krieges setzte sich die Entwicklung der Stadt fort. Anfang des 20. Jahrhunderts galt Guayama als die bedeutendste Stadt im puerto-ricanischen Sozialgefüge.

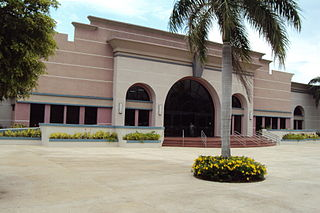
Guayama Convention Center

Mitte des 20. Jahrhunderts erfuhr die Stadt einen großen industriellen Aufschwung, insbesondere durch die Phillips Petroleum Company, die 1968 begann, Paraffin, Benzin und weitere Erzeugnisse herzustellen.
Gleichzeitig begann jedoch der Niedergang des Agrarsektors, begünstigt durch die Industrialisierung und den Wohnungsbau. Dennoch wurden im Jahr 1974 noch 12.655 Tonnen Zucker produziert.
Im November 2002 ging ein Kraftwerk des Energieversorgungskonzerns AES Puerto Rico ans Netz. Die Puerto Rican Day Parade in New York widmete sich 2012 der Stadt.

## Geografie
Guayama befindet sich in der südlichen Küstenregion am Karibischen Meer, im Dreieck zwischen Cayey im Norden, Salinas im Westen sowie Patillas und Arroyo im Osten. Der höchste Punkt des Stadtgebietes ist der Cerro de la Tabla mit 863 Metern über dem Meeresspiegel. Im Jahr 1987 wurde ein Naturschutzgebiet eingerichtet, das vor allem vielen Vögeln ein Zuhause bietet.

## Stadtgliederung

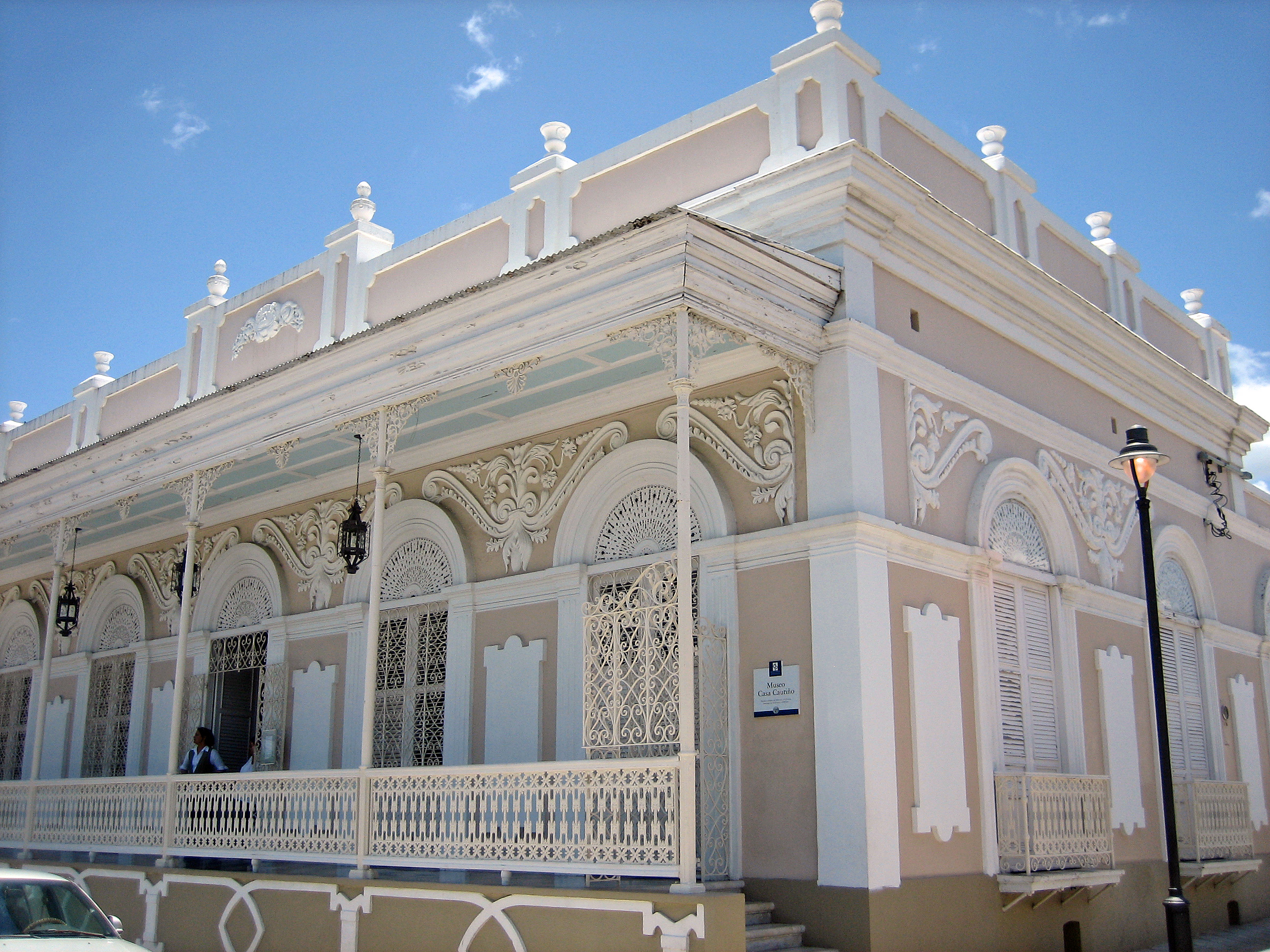
Das Casa Cautiño steht beispielhaft für die urbane Architektur des späten 19. Jahrhunderts

Guayama unterteilt sich in folgende Stadtteile (spanisch Barrios). In Klammern die Einwohnerzahlen laut US-Zensus:
- Algarrobo (6.959)
- Caimital (4.124)
- Carite (1.210)
- Carmen (619)
- Guamaní (1.455)
- Guayama Pueblo (16.891)
- Jobos (8.286)
- Machete (3.846)
- Mosquito
- Olimpo
- Palmas (709)
- Pozo Hondo (1.263)

## Wirtschaft

### Industrie
In Guayama sind mehrere große Pharmakonzerne ansässig, unter anderem Pfizer, Baxter, Eli Lilly, und Tapi. Zudem befindet sich ein Kohlekraftwerk in der Stadt.

## Demografie
Der Zensus von 2010 ergab folgende ethnische Zusammensetzung der Stadtbevölkerung:
- Weiße: 72,8 % (33,025)
- Schwarze: 22,9 % (10,367)
- American Indian: 1,7 % (769)
- Asiaten: 0,2 % (108)
- Native Hawaiian: 0,1 % (51)
- Andere: 8,3 % (3,746)

## Söhne und Töchter der Stadt
- María Judith Franco (1925–2017), Schauspielerin und Synchronsprecherin
- Tite Curet Alonso (1926–2003), Komponist
- Maldy (* 1982), Teil des Reggaetón-Duos Plan B
- Luis Palés Matos (1898–1959), puerto-ricanischer Poet

## Festivals
- Carnaval Brujo – März
- Dulce Sueño Paso Fino Fair – März
- San Antonio de Padua Patron Saint Festival (Fiestas Patronales) – Juni
- San Antonio de Padua Bicycle Racing Classic – Juni
- Festival Jibaro – Oktober
- Semana Puertorriqueña – Dezember
- Guayama Iluminada, Navidad Encantada – Dezember bis Januar